# Трстеник (Бенедикт)
Трстеник (словен. Trstenik) — поселення в общині Бенедикт, Подравський регіон, Словенія.